# Aloe humilis
Aloe humilis é uma espécie de liliopsida do gênero Aloe, pertencente à família Asphodelaceae.